# Leave a Light (dal)
A Leave a Light című dal a brit Eruption diszkócsapat 1979-es kislemezslágere az azonos címet viselő Leave a Light című albumról. A dal a német kislemezlista 43. helyéig jutott. A dal producerei Frank Farian és Rainer M. Ehrhardt voltak. A kislemez B oldalára a Sweet Side című dal került.

## Tracklista
7" kislemez
 Németország (Hansa 100 008)
1. "Leave a Light" - 4:15
2. "Sweet Side" - 3:34

12" Maxi
 Németország Super Sound Single (Hansa 600 0041)
1. "Leave a Light" - 6:41
2. "Sweet Side" - 3:53

## Slágerlista
| Slágerlista 1978 | Legmagasabb helyezés |
| ---------------- | -------------------- |
| Németország      | 43                   |

## Külső hivatkozások
- Videóklip[4]
- A dal az Allmusic.com oldalon[5]